# Łotwa na Mistrzostwach Świata w Lekkoatletyce 2015
Łotwa na Mistrzostwach Świata w Lekkoatletyce 2015 – reprezentacja Łotwy podczas czempionatu w Pekinie liczyła 9 zawodników. Jedyny dla tego kraju medal zdobyła Laura Ikauniece-Admidiņa – brązowy w siedmioboju.

## Występy reprezentantów Łotwy

### Mężczyźni

#### Konkurencje biegowe
| Konkurencja   | Zawodnik         | Finał    | Finał   |
| Konkurencja   | Zawodnik         | Rezultat | Pozycja |
| ------------- | ---------------- | -------- | ------- |
| Chód na 50 km | Arnis Rumbenieks | 4:28:55  | 38.     |

#### Konkurencje techniczne
| Konkurencja    | Zawodnik            | Eliminacje | Eliminacje | Finał    | Finał   |
| Konkurencja    | Zawodnik            | Rezultat   | Pozycja    | Rezultat | Pozycja |
| -------------- | ------------------- | ---------- | ---------- | -------- | ------- |
| Skok o tyczce  | Mareks Ārents       | 5,55       | =25.       | NQ       | NQ      |
| Rzut oszczepem | Rolands Štrobinders | 79,11      | 19.        | NQ       | NQ      |

### Kobiety

#### Konkurencje biegowe
| Konkurencja   | Zawodniczka           | 1. runda   | 1. runda | Półfinał | Półfinał | Finał        | Finał   |
| Konkurencja   | Zawodniczka           | Rezultat   | Pozycja  | Rezultat | Pozycja  | Rezultat     | Pozycja |
| ------------- | --------------------- | ---------- | -------- | -------- | -------- | ------------ | ------- |
| Bieg na 400 m | Gunta Latiševa Čudare | 52,17 (PB) | 30.      | NQ       | NQ       | NQ           | NQ      |
| Maraton       | Anita Kažemāka        | —          | —        | —        | —        | 2:45:54 (SB) | 39.     |

#### Konkurencje techniczne
| Konkurencja    | Zawodniczka      | Eliminacje | Eliminacje | Finał    | Finał   |
| Konkurencja    | Zawodniczka      | Rezultat   | Pozycja    | Rezultat | Pozycja |
| -------------- | ---------------- | ---------- | ---------- | -------- | ------- |
| Skok w dal     | Aiga Grabuste    | 6,48 m     | 20.        | NQ       | NQ      |
| Rzut oszczepem | Madara Palameika | 62,17      | 13.        | NQ       | NQ      |
| Rzut oszczepem | Sinta Ozoliņa    | 62,81 m    | 11. q      | 62,20 m  | 7.      |

| Siedmiobój               | Siedmiobój         | Siedmiobój | Siedmiobój | Siedmiobój |
| Zawodniczka              | Konkurencja        | Wynik      | Punkty     | Pozycja    |
| ------------------------ | ------------------ | ---------- | ---------- | ---------- |
| Laura Ikauniece-Admidiņa | Bieg na 100 m p.pł | 13,21      | 1093       | 6. (PB)    |
| Laura Ikauniece-Admidiņa | Skok wzwyż         | 1,77       | 941        | 23.        |
| Laura Ikauniece-Admidiņa | Pchnięcie kulą     | 12,71      | 708        | 29.        |
| Laura Ikauniece-Admidiņa | Bieg na 200 m      | 23,97      | 984        | 5.         |
| Laura Ikauniece-Admidiņa | Skok w dal         | 6,32 (PB)  | 949        | 5.         |
| Laura Ikauniece-Admidiņa | Rzut oszczepem     | 53,67 (SB) | 931        | 2.         |
| Laura Ikauniece-Admidiņa | Bieg na 800 m      | 2:13,79    | 910        | 10.        |
| Razem                    | Razem              | Razem      | 6516 (NR)  | brąz       |